# クリスティアーノ・バンティ

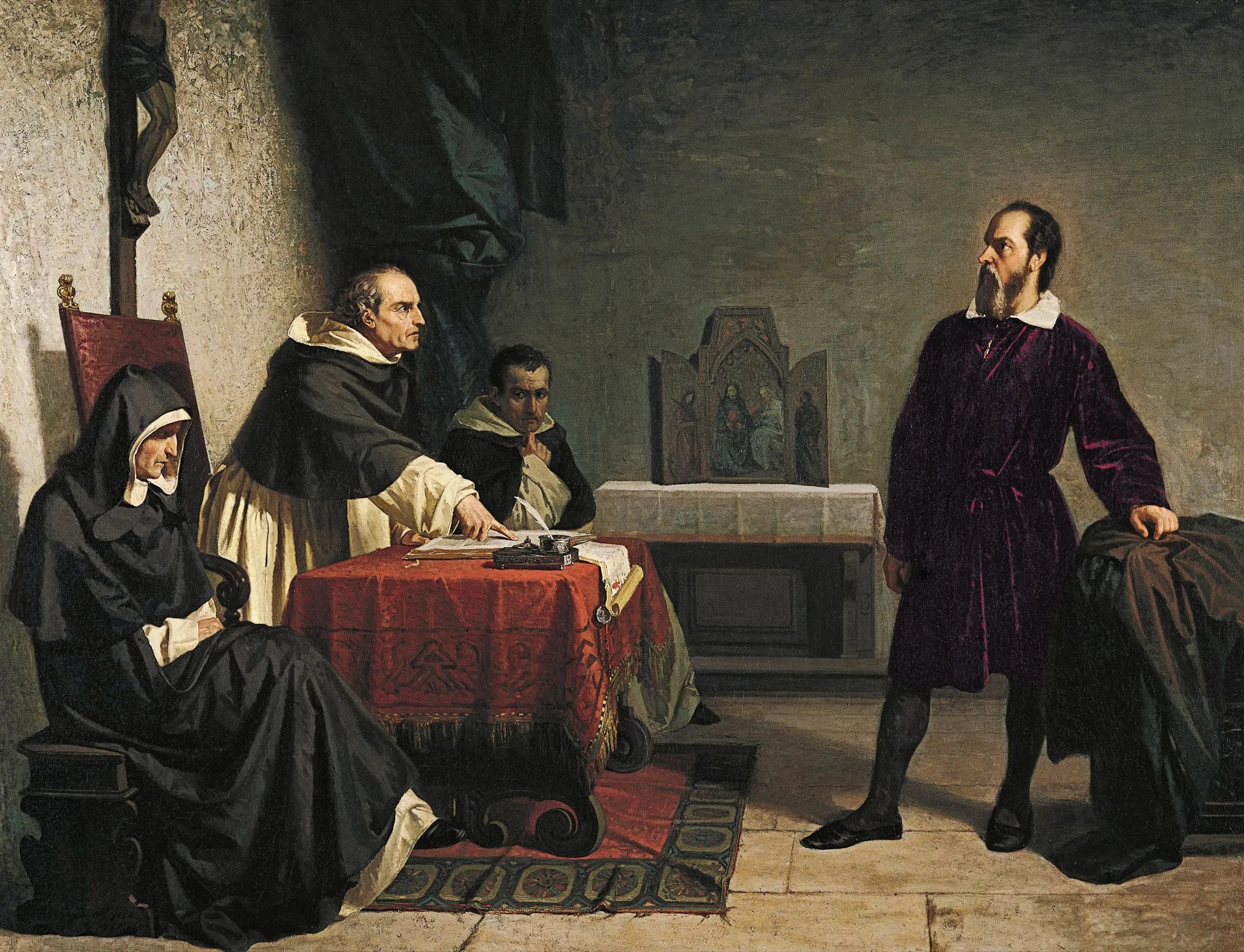
バンティのガリレオを描いた歴史画 (1857)

クリスティアーノ・バンティ（Cristiano Banti 、1824年1月4日 - 1904年12月4日）はイタリアの画家である。「マッキア派」の画家の一人である。 

## 略歴
トスカーナ州ピサ県のサンタ・クローチェ・スッラルノの資産家の家に生まれた。シエーナの美術学校で学んだ。初めは「新古典派」のスタイルで歴史画を描き、異端審問でのガリレオを描いた作品が知られている。
1854年にフィレンツェに移り、フィレンツェの芸術家たちのたまり場であった「カッフェ・ミケランジョロ」を訪れるようになり、テレマコ・シニョリーニの影響を受けて、「マッキア派」の理念に傾倒するようになり、自らの代表作であったガリレオを描いた絵を「不名誉な作品」として否定するようになった。他の画家に比べて経済的に恵まれていたので、セスト・フィオレンティーノのMontorsoliやプラート県のMontemurloの自分の別荘に友人の画家たちを迎えた 。シニョリーニやヴィンチェンツォ・カビアンカとリグリア海に面した港町、ラ・スペツィアに写生旅行を行った。美術収集家としても同時代の、シルヴェストロ・レーガやジョヴァンニ・ファットーリ、ジュゼッペ・アッバーティ、アントニオ・フォンタネージといった画家の作品を収集した。
1861年にパリに出て、「バルビゾン派」の画家、コンスタン・トロワイヨンやジャン＝バティスト・カミーユ・コローに学び、イタリアに戻った後もトスカーナの村、カステルフランコ・ディ・ソプラで製作を続けた。1875年に再びパリを訪れ、1879年と1887年にはロンドンを訪れた。
1870年にパルマの展覧会の審査員の一人に選ばれ、1884年にフィレンツェの美術学校(Accademia di belle arti di Firenze)の教授となった 。
1904年にモンテムルロで亡くなった。バンティのコレクションは亡くなって10年後に競売にかけられ散逸した。

## 作品

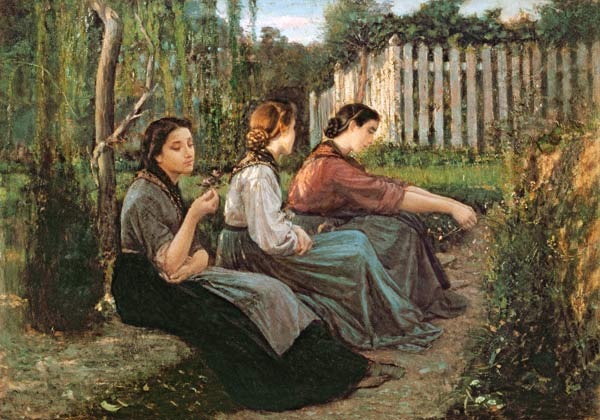
噂話
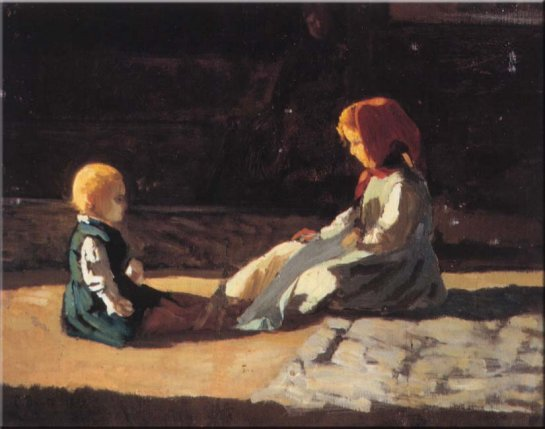
「子供たち」
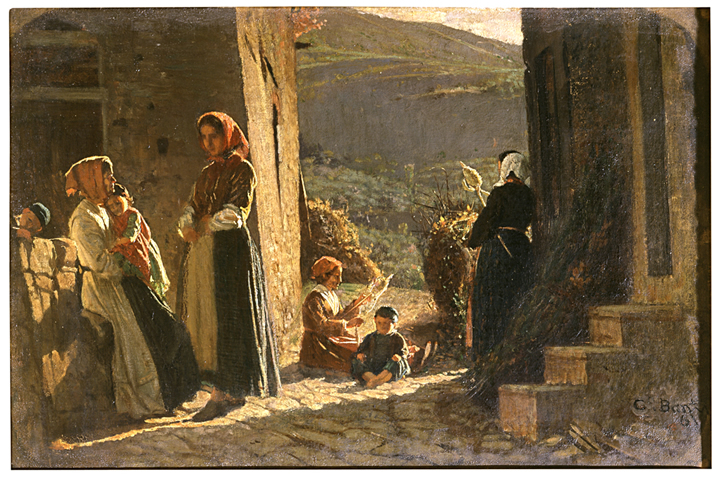
「農民の集まり」
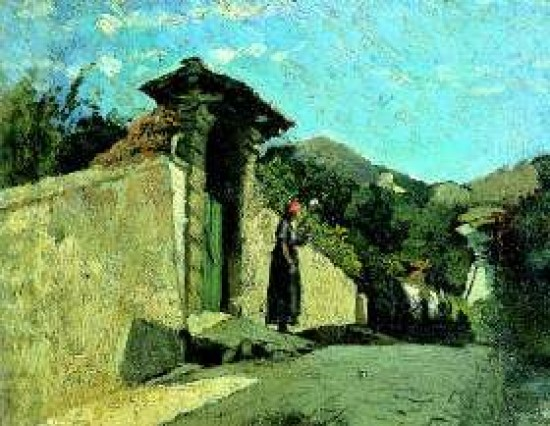
風景画のための習作

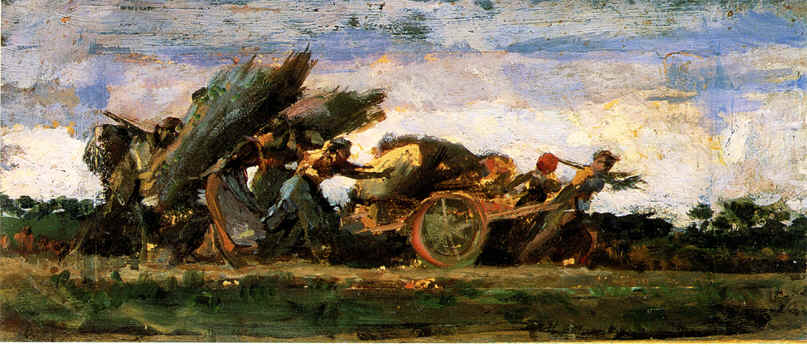
"Bundlers"
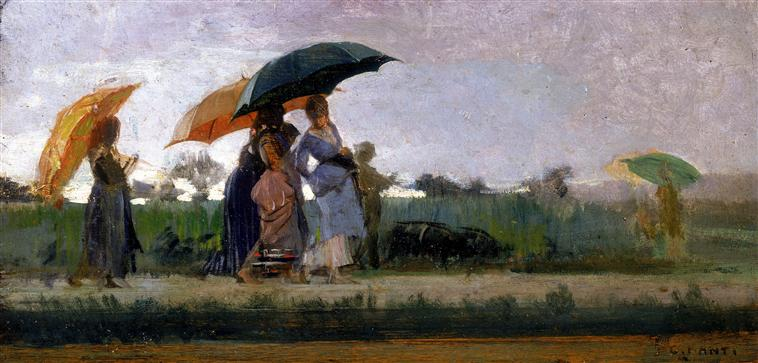
「雨」